# 八丁池

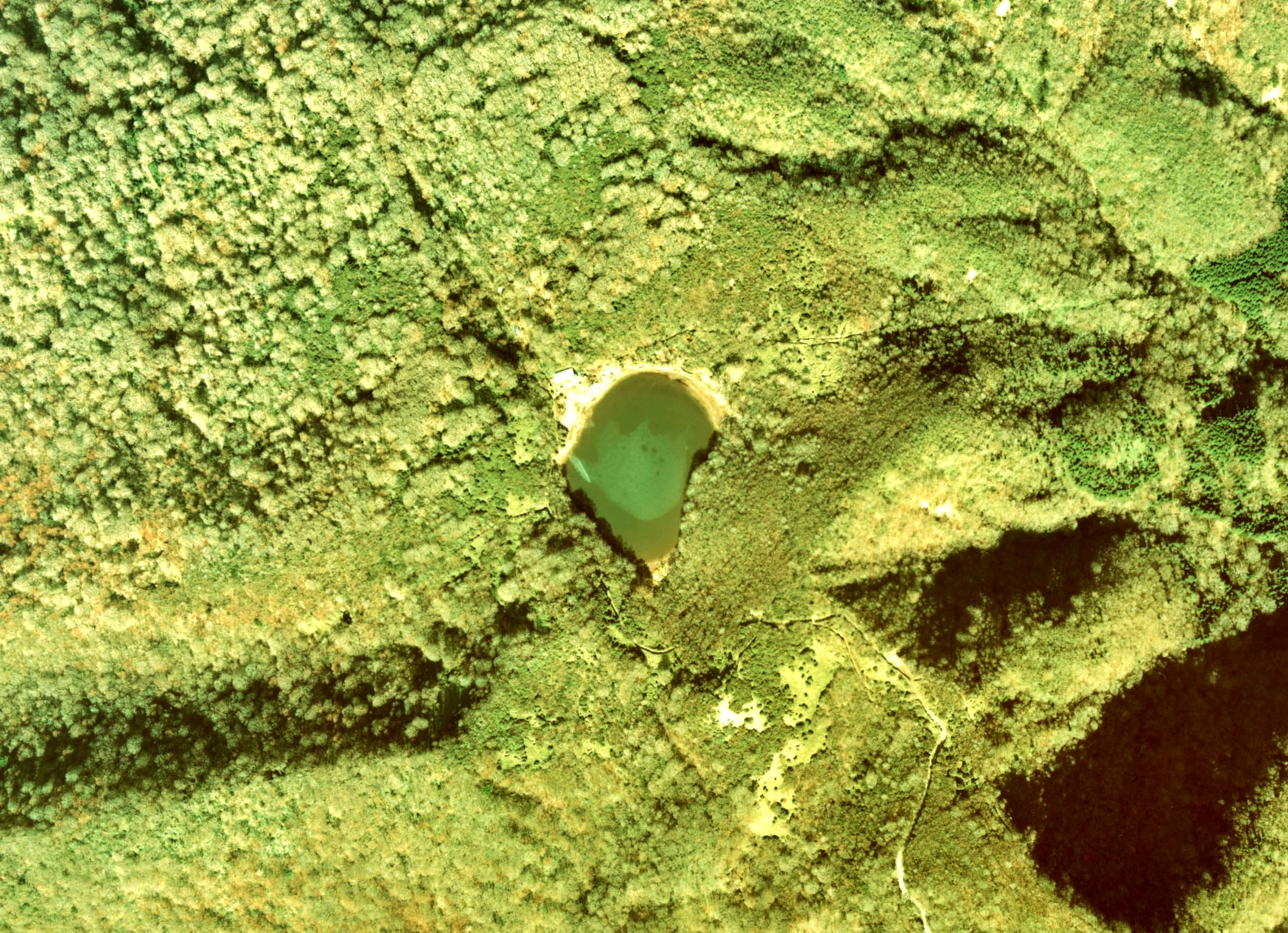
八丁池付近の空中写真。1976年撮影。池の西側に見える北北西-南南東に走る線が断層。。

座標: 北緯34度50分46秒 東経138度57分40秒 / 北緯34.846度 東経138.961度

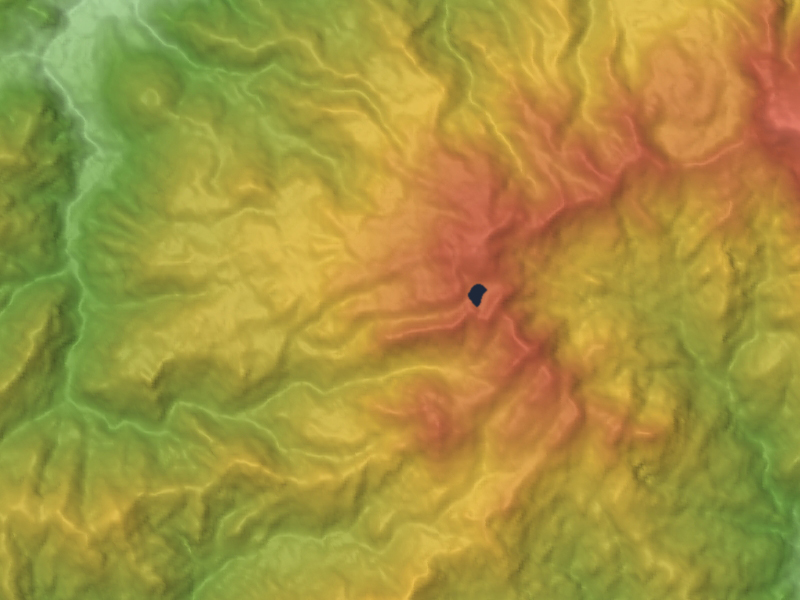
八丁池周辺の地形図

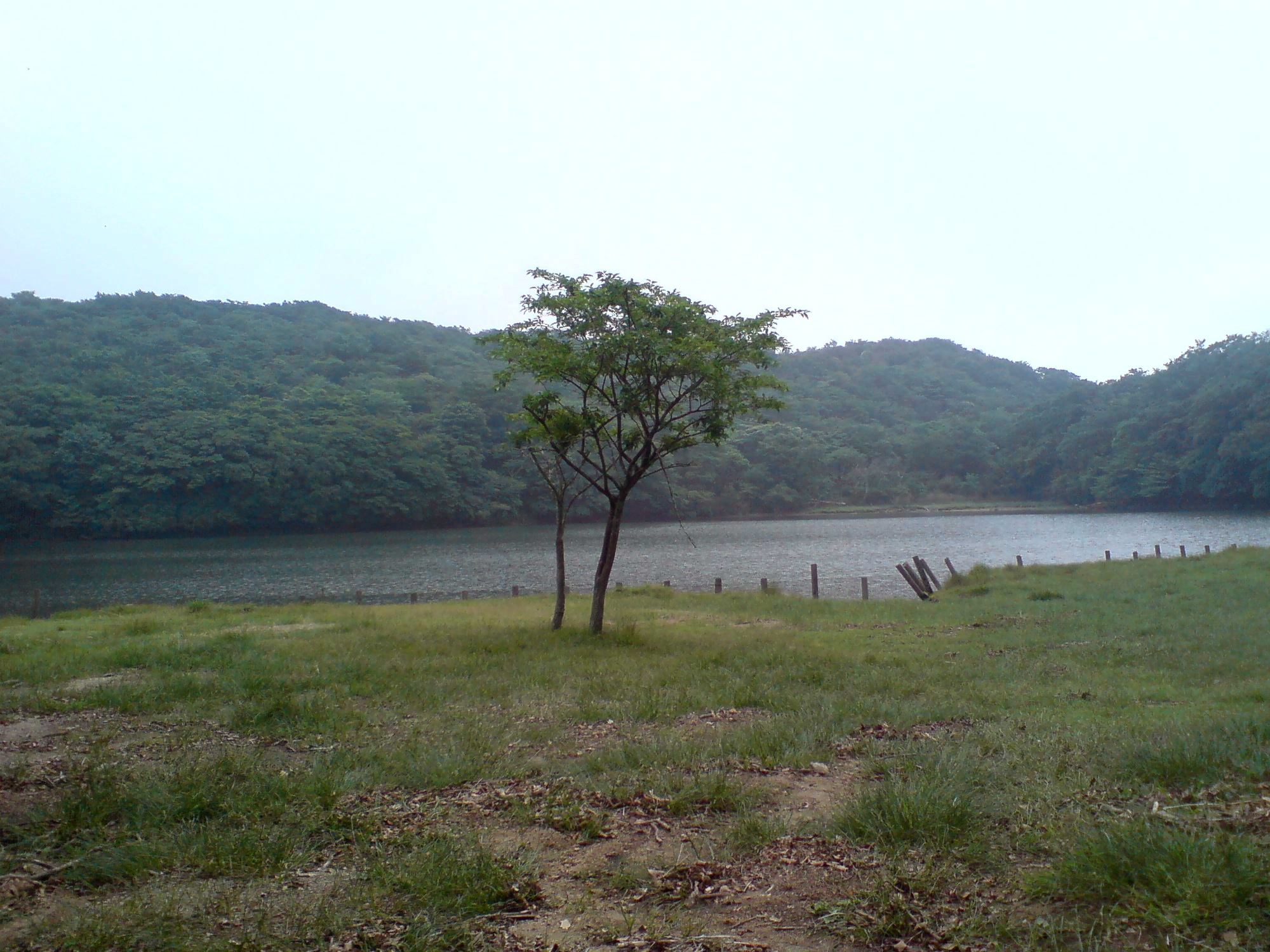
八丁池

八丁池（はっちょういけ）は、静岡県伊豆市の天城山の西陵にある池。「天城の瞳」の愛称、「青スズの池」の別称でも呼ばれる。

## 概要
池は標高1,170ｍ付近にあり、周囲が8丁（約870m）あることが名前の由来といわれる。しかし、実際には周囲560m程度で、5.1丁ほどである。活動を終えた火山である天城山の火口湖と言われることもあったが、2010年ころまでに行われた航空レーザー計測の結果、谷の最奥部が活断層のずれによって窪地となり、水が溜まってできた断層湖であることが判明した。
池は天城縦走路の途中にあるためハイカーの憩いの場となっており、池の南の高台には見晴台とトイレが設置されている。かつては湖畔に登山者用の「八丁池荘」があった。これは国が1962年(昭和37年)に建て運営し、1978年(昭和53年)に解体されたものである。当時は手こぎのボートもあった。冬期には湖面が厚く凍結したため、天然のスケートリンクとして利用され多くの人でにぎわい、東海バスの修善寺や河津からの路線はスケート客が多くドル箱であった。

## 動植物
別称の「アオスズの池」は周囲がスズタケに覆われていることによる。静岡県指定天然記念物のモリアオガエルの生息地で、産卵期の6月頃には池周辺の木に泡状の卵が生みつけられる。ササの一種であるイブキザサはこの池で発見され、ササ属アマギザサ節に含む種とされている'。

## 皇族と八丁池
昭和天皇は1930年（昭和5年）6月にモリアオガエルの観察のために八丁池までの往復を歩き、この際に使用した登山道を御幸歩道（上り御幸歩道、下り御幸歩道）と呼ぶようになった。湖畔にはこの登山を記念して「天蹕留蹤碑 (てんひつりゅうしゅうのひ)」と刻まれた記念碑が置かれた。
なお、昭和天皇は1981年（昭和56年）6月にも八丁池を訪れている。また、昭和天皇の孫である皇太子徳仁親王も1982年（昭和57年）7月に天城山の縦走を行い、万二郎岳から万三郎岳、八丁池を抜けるコースを歩いた。

## その他
天城山の麓、伊豆市湯ヶ島地区の出身歌手である研ナオコが、幼い頃にこの池でスケートをしたという回想をテレビ番組にて語ったことがある。